# Adam Wojciechowski (wioślarz)
Adam Wojciechowski (ur. 23 czerwca 1980 w Poznaniu) – polski wioślarz, olimpijczyk z Aten 2004. Zawodnik klubu AZS-AWF Poznań.

## Życiorys
Ukończył budownictwo na Politechnice Poznańskiej. Uczestnik mistrzostw świata w 2003 roku gdzie wystartował w dwójce podwójnej zajmując 13. miejsce. Na igrzyskach olimpijskich w roku 2004 wystąpił w dwójce podwójnej, ale odpadła ona w eliminacjach.
Jest synem Aleksandra Wojciechowskiego i bratem Michała Wojciechowskiego.